# Gomphrena serrata
Gomphrena serrata là loài thực vật có hoa thuộc họ Dền. Loài này được L. mô tả khoa học đầu tiên năm 1753.

## Phân loài
- G. s. aureiflora
- G. s. roseiflora
- G. s. fallax
- G. s. hygrophila